# Fan art

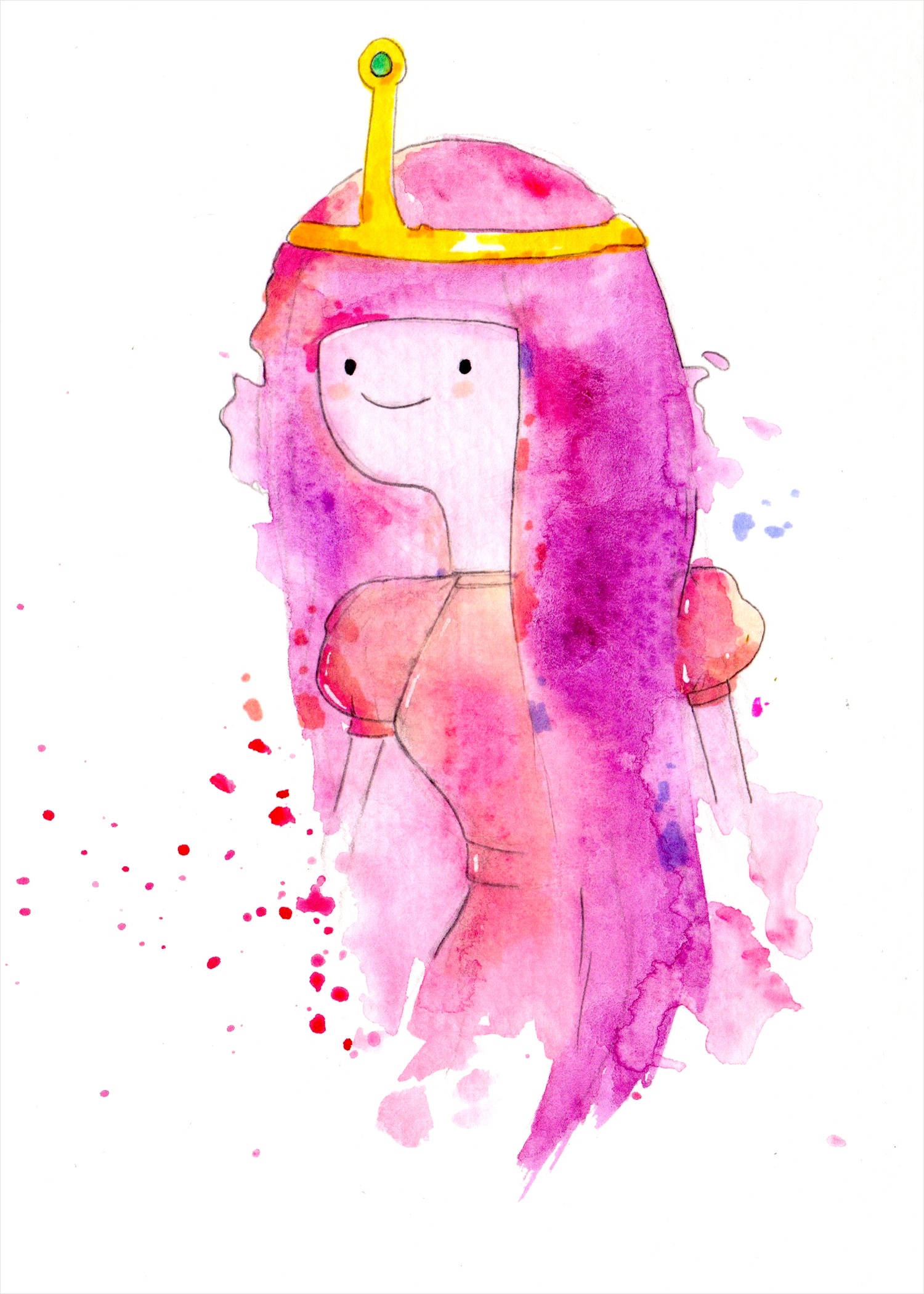
Una fan art raffigurante la principessa Gommarosa di Adventure Time

L'espressione fan art (o fanart) designa un'opera d'arte, creata da una persona diversa dal suo artista e pertanto non ufficiale, solitamente amatoriale e realizzata a mano o tramite dei media elettronici, basata su uno o più personaggi, un media franchise o altri elementi ad essi correlati. Il termine fa riferimento al fatto che tali creazioni vengono realizzate dai fan delle medesime.
A differenza di ciò che accade nelle opere d'arte di artisti affermati, spesso conservate nei musei e nelle gallerie, le fan art vengono spesso esibite in occasione di eventi dedicati alla cultura pop, come le fiere dei fumetti, o condivise in siti Internet di contenuti multimediali come Tumblr e DeviantArt.

## Storia
Secondo la Biblioteca del Congresso statunitense, si può affermare che gli artisti hanno potuto realizzare delle fan art da quando esistono dei media attraverso i quali realizzare un particolare soggetto di cui si è appassionati. L'ente culturale riporta alcuni esempi di antecedenti delle odierne fan art. Tra questi vi sono le numerose opere ispirate alla leggenda medievale di san Giorgio e il drago ad opera di artisti come Albrecht Dürer, le tele dei Preraffaelliti ottocenteschi ritraenti Ofelia e altri soggetti del teatro di William Shakespeare di cui essi erano grandi ammiratori e l'opera Stagno delle lacrime (1969) di Salvador Dalí, realizzata basandosi sulle illustrazioni che fece John Tenniel per Le avventure di Alice nel Paese delle Meraviglie.

## Nel diritto
Negli Stati Uniti non è possibile creare un'opera non ufficiale senza aver prima chiesto il permesso ai suoi autori.

## Fakemon
Hanno destato un certo interesse i fakemon (parola macedonia composta da fake, ovvero "falso" e "Pokémon"), ovvero immagini di Pokémon inventati dagli appassionati dell'omonimo franchise.
Già nel 1998 i frequentatori del forum Mewthree and Frogglet's Pokémon Factory, più tardi rinominato Pokémon Factory, iniziarono a condividere delle immagini di Pokémon inventati. Tuttavia, stando a GameRant, quelle immagini iniziarono a proliferare soltanto con l'avvento dei fan game.